# Färholmen (Morjärv)
Färholmen is een onbewoond cirkelvormig eiland in de Zweedse Kalixrivier.De rivier stroomt hier door het Morjärvträsket. Het eiland heeft geen oeververbinding. Het heeft een oppervlakte van ongeveer 3 hectare.